# Oxyrhachis mangiferana
Oxyrhachis mangiferana är en insektsart som beskrevs av William Lucas Distant. Oxyrhachis mangiferana ingår i släktet Oxyrhachis och familjen hornstritar. Inga underarter finns listade i Catalogue of Life.